# Camponês

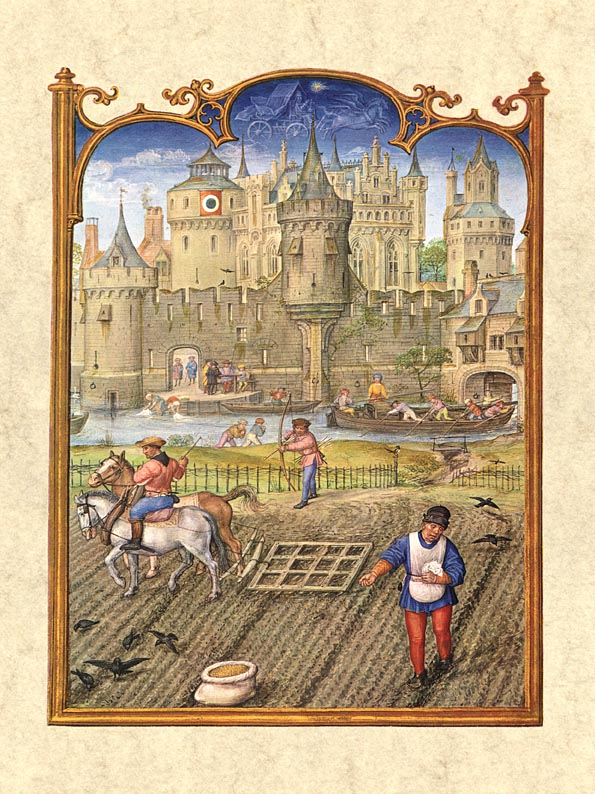
Camponeses na obra Outubro, de Brevarium Grimani, fol. 11v (flamengo), por volta de 1510.

O camponês  ou campesino  é o trabalhador ou o pequeno proprietário rural de baixa renda, que vive e trabalha no campo — seja na agricultura, na pecuária ou no extrativismo — e cuja produção, visa precipuamente ao autoconsumo, embora o excedente, quando há, possa ser comercializado. Em geral, a produção é de base familiar, podendo eventualmente haver também o emprego de mão de obra assalariada.

## Definição
De acordo com a "Declaração das Nações Unidas sobre os Direitos dos Camponeses e Outras Pessoas que Trabalham em Áreas Rurais" (UNDROP), "camponês significa qualquer pessoa que esteja ou pretenda se envolver, individualmente ou em associação com outros ou como uma comunidade, na produção agrícola em pequena escala, para subsistência ou comércio, e para fazê-lo depende fortemente, embora não necessariamente exclusivamente, do trabalho dos membros da família ou do agregado familiar e outras formas não monetárias de organização do trabalho, e tem um vínculo especial de dependência e apego à terra".
Tal declaração foi aprovada em 17 de dezembro de 2018  e tem efeito resolutivo. Foi votada durante a 73ª sessão (55ª reunião) da Assembleia Geral das Nações Unidas, convertendo-se na Resolução 73/165.
Segundo a Organização das Nações Unidas, a atividade camponesa é responsável por 80% dos alimentos produzidos no mundo. No entanto, é também a população mais suscetível à fome.